# Hubert Leonhard
Hubert Leonhard war ein deutscher Fußballspieler.

## Karriere
Leonhard war Stürmer des VfL Benrath, für den er Punktspiele in den vom Westdeutschen Spiel-Verband ausgetragenen Meisterschaften bestritt. Am Saisonende 1931/32 als Sieger der Gruppe II im Bezirk Berg-Mark, als einem von acht Bezirken, hervorgegangen, belegte er mit ihm in der Endrunde der drei Gruppensieger den zweiten Platz. In der Folgesaison als Sieger der Gruppe A hervorgegangen, unterlag er das in Hin- und Rückspiel ausgetragene Bezirksfinale gegen Fortuna Düsseldorf, dem Sieger der Gruppe B. Da er mit seiner Mannschaft  die erste und zweite Austragung des Wettbewerbs um den Westdeutschen Pokal gewann, war er zweimal mit seiner Mannschaft als Teilnehmer an der Endrunde um die Deutsche Meisterschaft vertreten.
Sein Endrundendebüt gab er am 8. Mai 1932 im Altonaer Stadion bei der 1:3-Niederlage gegen den Hamburger SV im Achtelfinale. Am 7. Mai 1933 verlor er im Müngersdorfer Stadion in Köln das Achtelfinale gegen den SV 1860 München mit 0:2.
Vom 8. April bis 13. Mai 1934 bestritt er alle sechs Spiele der Gruppe B in der Endrunde um die Deutsche Meisterschaft; vorangegangen war der Titelgewinn in der Gauliga Niederrhein, eine von zunächst 16, später auf 23 aufgestockten Gauligen zur Zeit des Nationalsozialismus als einheitlich höchste Spielklasse im Deutschen Reich. Im dritten und vierten Gruppenspiel erzielte er jeweils ein Tor;  das entscheidende Spiel um den Gruppensieg und den damit verbundenen Einzug ins Halbfinale wurde im Duisburger Wedaustadion gegen den FC Schalke 04 mit 0:2 verloren.

## Erfolge
- Gaumeister Niederrhein 1934
- Westdeutscher Pokalsieger 1932, 1933